# Xia Xie
Xia Xie è il nome completo di Xie (泄T, XièP), decimo sovrano della dinastia Xia
Figlio del predecessore Mang e padre dei successori Bu Jiang e Jiong.
Sulla base degli annali di bambù, Xie è stato al trono per almeno 21 anni, ma secondo le cronache degli imperatori è stato al trono per 16 anni.